# Tetralia rubridactyla
Tetralia rubridactyla is een krabbensoort uit de familie van de Tetraliidae. De wetenschappelijke naam van de soort is voor het eerst geldig gepubliceerd in 1971 door Garth.